# Politricàcies
Les politricàcies (Polytrichaceae) són una família de molses, l'única de l'ordre Polytrichales i de la classe Polytrichopsida, separada de les molses comunes (les briòpsides, amb el 95% de les molses actuals). El nom ve del llatí Polytrichaceae pel gènere Polytrichum, el més gran de la família. A la vegada, Polytrichum deriva dels mots grecs πολύς (polús, "molts") i θρίξ (thríx, "pèl" o "cabell").
La família va ser creada per Schwägrichen el 1830, incloent el gènere Polytrichum Hedw., Dawsonia R.Br. i Lyellia R.Br. Les expansions i revisions dels gèneres que conté van succeir el 1848 (Müller), 1925 (Brotherus), 1971 (Smith), 1984 (Vitt), Hyvönen, J. (1998), Buck, W.R. & Goffinet, B. (2000) i Goffinet, B. (2009).

## Característiques

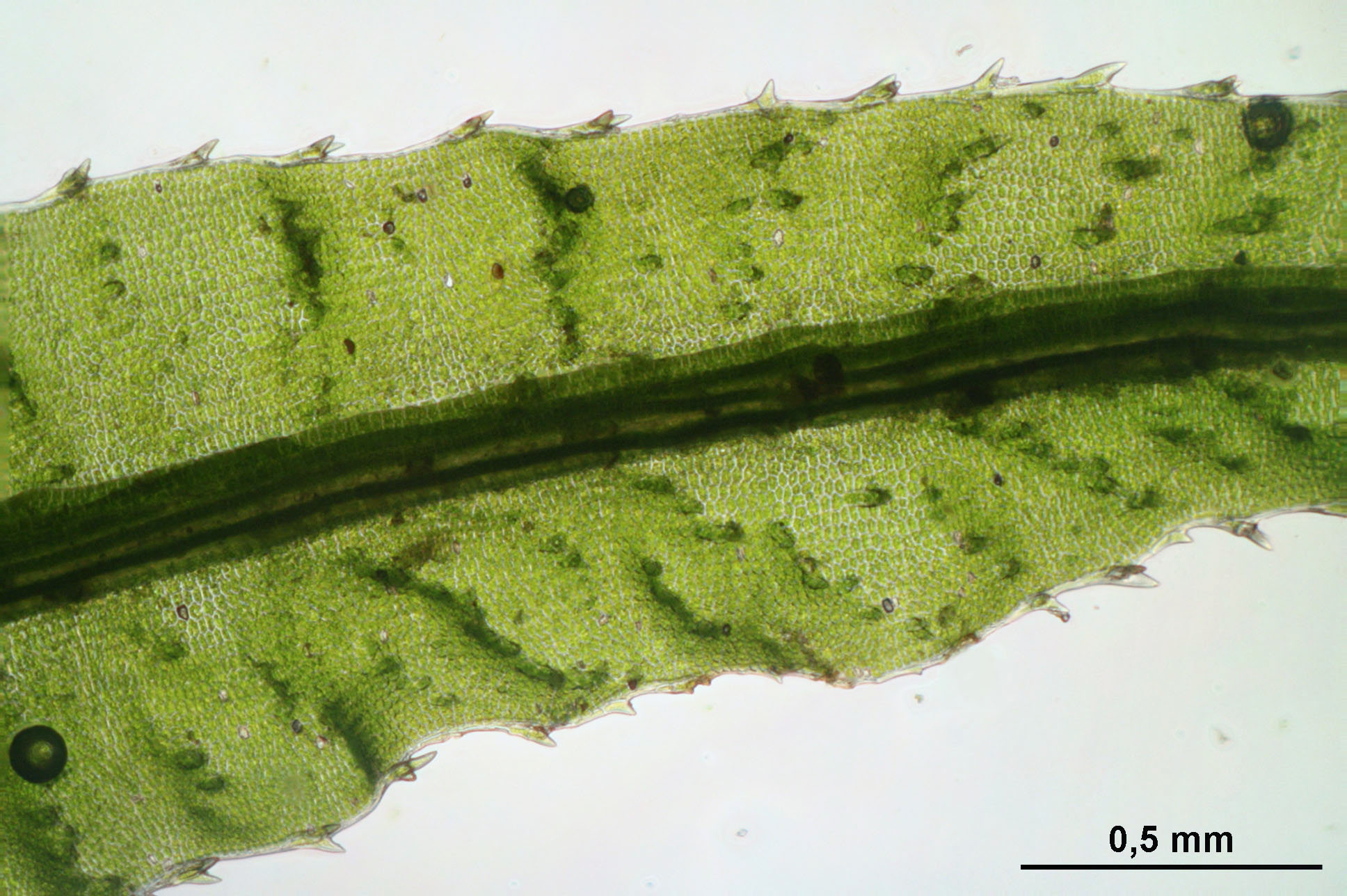
Magnificació de la 'fulla' dAtrichum undulatum, una altra espècie freqüent d'Europa. Totes les 'fulles' de les molses de la familia de les Politricàcies tenen lamel·les a la part superior (adaxial), que són columnes verticals de cèl·lules apil·lades.

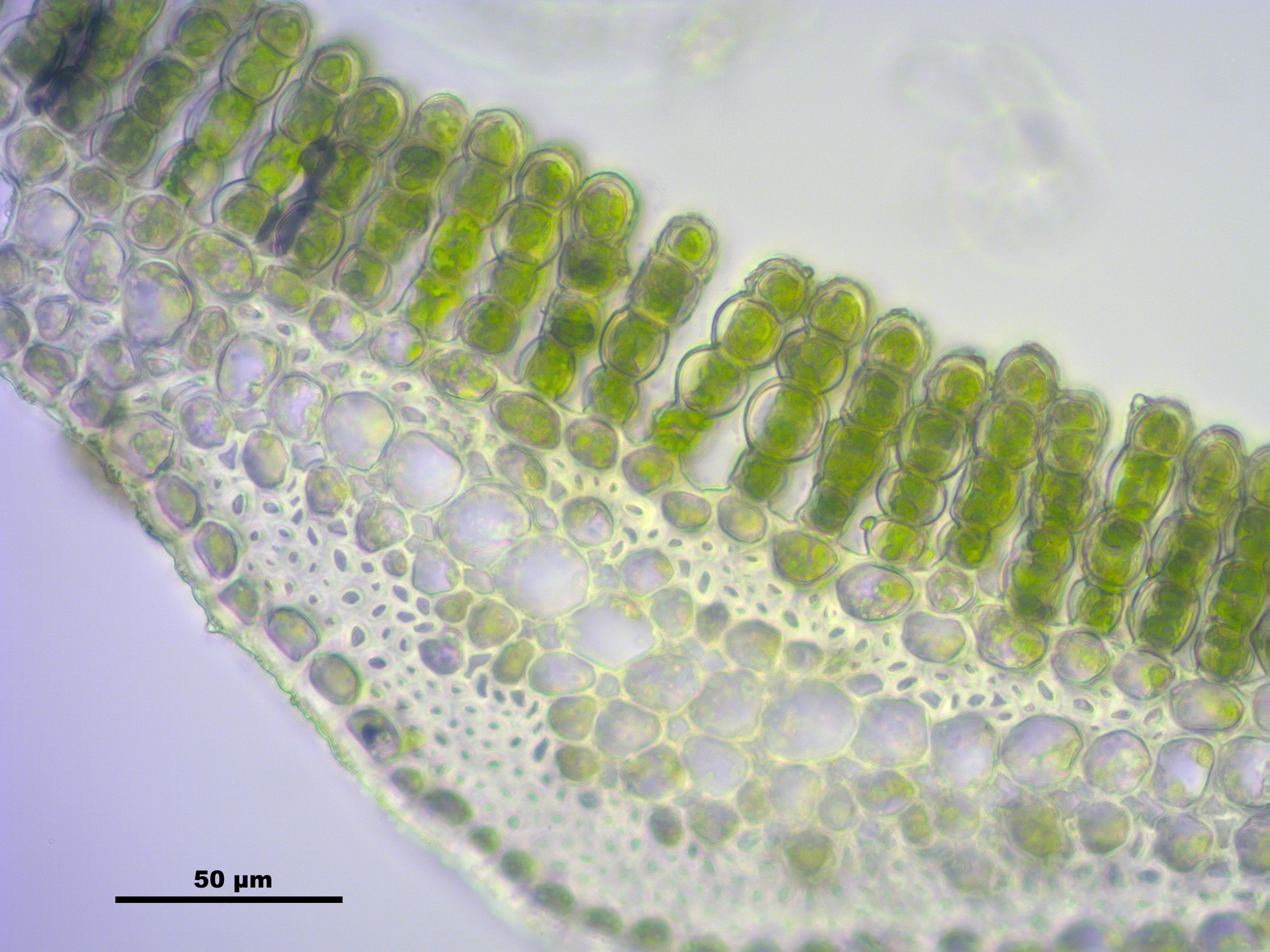
Visió d'una secció transversal de 'fulla' de Polytrichum longisetum. Es veuen clarament les columnes verticals de cèl·lules anomenades lamel·les, que surten de la base plana de la 'fulla'.

Solen tenir gametòfits grans (entre 10 i 50 cm, com Polytrichum commune i Dawsonia superba, respectivament) amb relació a les altres molses, tot i que hi ha gèneres amb espècies molt més petites (per exemple, Atrichum). La seva mida relativament gran s'atribueix a la capacitat de formar tiges gruixudes i sistemes protovasculars anàlegs als de les plantes vasculars. Són dioiques i, més rarament, monoiques. El tret distintiu de la família és el peristoma de 32 o 64 dents (i, en alguns casos, només 16) lingulars o triangulars, cordaves cap endins de la càpsula i units a la punta o prop d'aquesta a un disc anomenat epifragma (excepte al gènere Dawsonia).

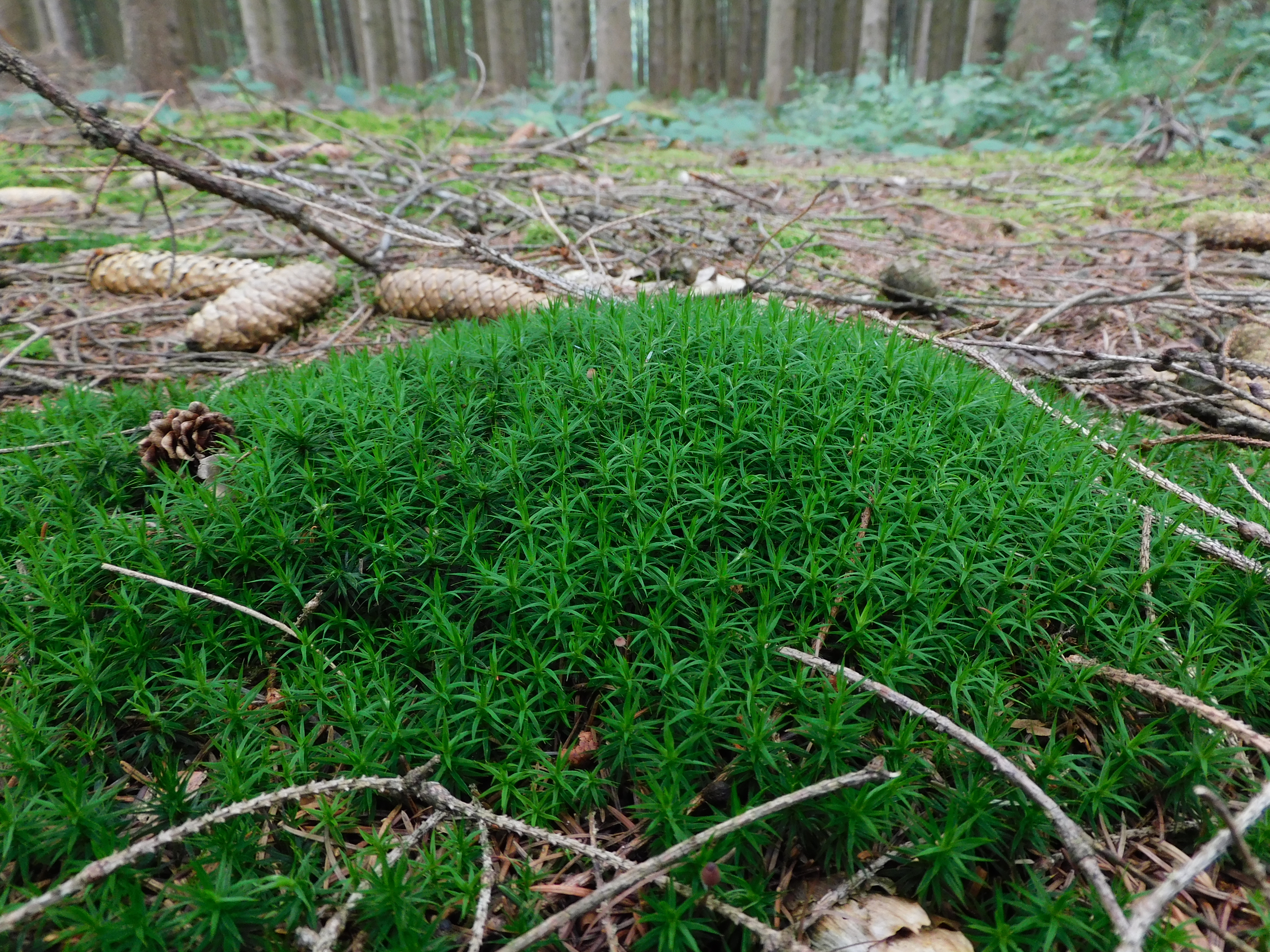
Una de les espècies més freqüents a Europa, Polytrichum formosum, formant un coixí verd de gametòfits erectes.

## Filogènia
Les molses en sentit estricte, referides en botànica com briòfites (divisió Bryophyta) estan classificades en vuit classes, les quals una és Polytrichopsida, que només té un ordre (Polytrichales) amb la família única de les politricàcies. La filogènia relativa de les classes es mostra en el següent arbre filogènic:
|           | Polytrichopsida (260 espècies)                                                              |
|           |                                                                                             |
| Altamusci | \| \| Tetraphidopsida (4 espècies) \| \| \| \| \| \| Bryopsida (11500 espècies) \| \| \| \| |
|           | \| \| Tetraphidopsida (4 espècies) \| \| \| \| \| \| Bryopsida (11500 espècies) \| \| \| \| |
|           | Tetraphidopsida (4 espècies)                                                                |
|           |                                                                                             |
|           | Bryopsida (11500 espècies)                                                                  |
|           |                                                                                             |

|  | Tetraphidopsida (4 espècies) |
|  |                              |
|  | Bryopsida (11500 espècies)   |
|  |                              |

|           | Polytrichopsida (260 espècies)                                                              |
|           |                                                                                             |
| Altamusci | \| \| Tetraphidopsida (4 espècies) \| \| \| \| \| \| Bryopsida (11500 espècies) \| \| \| \| |
|           | \| \| Tetraphidopsida (4 espècies) \| \| \| \| \| \| Bryopsida (11500 espècies) \| \| \| \| |
|           | Tetraphidopsida (4 espècies)                                                                |
|           |                                                                                             |
|           | Bryopsida (11500 espècies)                                                                  |
|           |                                                                                             |

|  | Tetraphidopsida (4 espècies) |
|  |                              |
|  | Bryopsida (11500 espècies)   |
|  |                              |

|           | Polytrichopsida (260 espècies)                                                              |
|           |                                                                                             |
| Altamusci | \| \| Tetraphidopsida (4 espècies) \| \| \| \| \| \| Bryopsida (11500 espècies) \| \| \| \| |
|           | \| \| Tetraphidopsida (4 espècies) \| \| \| \| \| \| Bryopsida (11500 espècies) \| \| \| \| |
|           | Tetraphidopsida (4 espècies)                                                                |
|           |                                                                                             |
|           | Bryopsida (11500 espècies)                                                                  |
|           |                                                                                             |

|  | Tetraphidopsida (4 espècies) |
|  |                              |
|  | Bryopsida (11500 espècies)   |
|  |                              |

|           | Polytrichopsida (260 espècies)                                                              |
|           |                                                                                             |
| Altamusci | \| \| Tetraphidopsida (4 espècies) \| \| \| \| \| \| Bryopsida (11500 espècies) \| \| \| \| |
|           | \| \| Tetraphidopsida (4 espècies) \| \| \| \| \| \| Bryopsida (11500 espècies) \| \| \| \| |
|           | Tetraphidopsida (4 espècies)                                                                |
|           |                                                                                             |
|           | Bryopsida (11500 espècies)                                                                  |
|           |                                                                                             |

|  | Tetraphidopsida (4 espècies) |
|  |                              |
|  | Bryopsida (11500 espècies)   |
|  |                              |

|           | Polytrichopsida (260 espècies)                                                              |
|           |                                                                                             |
| Altamusci | \| \| Tetraphidopsida (4 espècies) \| \| \| \| \| \| Bryopsida (11500 espècies) \| \| \| \| |
|           | \| \| Tetraphidopsida (4 espècies) \| \| \| \| \| \| Bryopsida (11500 espècies) \| \| \| \| |
|           | Tetraphidopsida (4 espècies)                                                                |
|           |                                                                                             |
|           | Bryopsida (11500 espècies)                                                                  |
|           |                                                                                             |

|  | Tetraphidopsida (4 espècies) |
|  |                              |
|  | Bryopsida (11500 espècies)   |
|  |                              |

|           | Polytrichopsida (260 espècies)                                                              |
|           |                                                                                             |
| Altamusci | \| \| Tetraphidopsida (4 espècies) \| \| \| \| \| \| Bryopsida (11500 espècies) \| \| \| \| |
|           | \| \| Tetraphidopsida (4 espècies) \| \| \| \| \| \| Bryopsida (11500 espècies) \| \| \| \| |
|           | Tetraphidopsida (4 espècies)                                                                |
|           |                                                                                             |
|           | Bryopsida (11500 espècies)                                                                  |
|           |                                                                                             |

|  | Tetraphidopsida (4 espècies) |
|  |                              |
|  | Bryopsida (11500 espècies)   |
|  |                              |

|           | Polytrichopsida (260 espècies)                                                              |
|           |                                                                                             |
| Altamusci | \| \| Tetraphidopsida (4 espècies) \| \| \| \| \| \| Bryopsida (11500 espècies) \| \| \| \| |
|           | \| \| Tetraphidopsida (4 espècies) \| \| \| \| \| \| Bryopsida (11500 espècies) \| \| \| \| |
|           | Tetraphidopsida (4 espècies)                                                                |
|           |                                                                                             |
|           | Bryopsida (11500 espècies)                                                                  |
|           |                                                                                             |

|  | Tetraphidopsida (4 espècies) |
|  |                              |
|  | Bryopsida (11500 espècies)   |
|  |                              |

|           | Polytrichopsida (260 espècies)                                                              |
|           |                                                                                             |
| Altamusci | \| \| Tetraphidopsida (4 espècies) \| \| \| \| \| \| Bryopsida (11500 espècies) \| \| \| \| |
|           | \| \| Tetraphidopsida (4 espècies) \| \| \| \| \| \| Bryopsida (11500 espècies) \| \| \| \| |
|           | Tetraphidopsida (4 espècies)                                                                |
|           |                                                                                             |
|           | Bryopsida (11500 espècies)                                                                  |
|           |                                                                                             |

|  | Tetraphidopsida (4 espècies) |
|  |                              |
|  | Bryopsida (11500 espècies)   |
|  |                              |

|           | Polytrichopsida (260 espècies)                                                              |
|           |                                                                                             |
| Altamusci | \| \| Tetraphidopsida (4 espècies) \| \| \| \| \| \| Bryopsida (11500 espècies) \| \| \| \| |
|           | \| \| Tetraphidopsida (4 espècies) \| \| \| \| \| \| Bryopsida (11500 espècies) \| \| \| \| |
|           | Tetraphidopsida (4 espècies)                                                                |
|           |                                                                                             |
|           | Bryopsida (11500 espècies)                                                                  |
|           |                                                                                             |

|  | Tetraphidopsida (4 espècies) |
|  |                              |
|  | Bryopsida (11500 espècies)   |
|  |                              |

|           | Polytrichopsida (260 espècies)                                                              |
|           |                                                                                             |
| Altamusci | \| \| Tetraphidopsida (4 espècies) \| \| \| \| \| \| Bryopsida (11500 espècies) \| \| \| \| |
|           | \| \| Tetraphidopsida (4 espècies) \| \| \| \| \| \| Bryopsida (11500 espècies) \| \| \| \| |
|           | Tetraphidopsida (4 espècies)                                                                |
|           |                                                                                             |
|           | Bryopsida (11500 espècies)                                                                  |
|           |                                                                                             |

|  | Tetraphidopsida (4 espècies) |
|  |                              |
|  | Bryopsida (11500 espècies)   |
|  |                              |

|           | Polytrichopsida (260 espècies)                                                              |
|           |                                                                                             |
| Altamusci | \| \| Tetraphidopsida (4 espècies) \| \| \| \| \| \| Bryopsida (11500 espècies) \| \| \| \| |
|           | \| \| Tetraphidopsida (4 espècies) \| \| \| \| \| \| Bryopsida (11500 espècies) \| \| \| \| |
|           | Tetraphidopsida (4 espècies)                                                                |
|           |                                                                                             |
|           | Bryopsida (11500 espècies)                                                                  |
|           |                                                                                             |

|  | Tetraphidopsida (4 espècies) |
|  |                              |
|  | Bryopsida (11500 espècies)   |
|  |                              |

|           | Polytrichopsida (260 espècies)                                                              |
|           |                                                                                             |
| Altamusci | \| \| Tetraphidopsida (4 espècies) \| \| \| \| \| \| Bryopsida (11500 espècies) \| \| \| \| |
|           | \| \| Tetraphidopsida (4 espècies) \| \| \| \| \| \| Bryopsida (11500 espècies) \| \| \| \| |
|           | Tetraphidopsida (4 espècies)                                                                |
|           |                                                                                             |
|           | Bryopsida (11500 espècies)                                                                  |
|           |                                                                                             |

|  | Tetraphidopsida (4 espècies) |
|  |                              |
|  | Bryopsida (11500 espècies)   |
|  |                              |

|           | Polytrichopsida (260 espècies)                                                              |
|           |                                                                                             |
| Altamusci | \| \| Tetraphidopsida (4 espècies) \| \| \| \| \| \| Bryopsida (11500 espècies) \| \| \| \| |
|           | \| \| Tetraphidopsida (4 espècies) \| \| \| \| \| \| Bryopsida (11500 espècies) \| \| \| \| |
|           | Tetraphidopsida (4 espècies)                                                                |
|           |                                                                                             |
|           | Bryopsida (11500 espècies)                                                                  |
|           |                                                                                             |

|  | Tetraphidopsida (4 espècies) |
|  |                              |
|  | Bryopsida (11500 espècies)   |
|  |                              |

|           | Polytrichopsida (260 espècies)                                                              |
|           |                                                                                             |
| Altamusci | \| \| Tetraphidopsida (4 espècies) \| \| \| \| \| \| Bryopsida (11500 espècies) \| \| \| \| |
|           | \| \| Tetraphidopsida (4 espècies) \| \| \| \| \| \| Bryopsida (11500 espècies) \| \| \| \| |
|           | Tetraphidopsida (4 espècies)                                                                |
|           |                                                                                             |
|           | Bryopsida (11500 espècies)                                                                  |
|           |                                                                                             |

|  | Tetraphidopsida (4 espècies) |
|  |                              |
|  | Bryopsida (11500 espècies)   |
|  |                              |

|           | Polytrichopsida (260 espècies)                                                              |
|           |                                                                                             |
| Altamusci | \| \| Tetraphidopsida (4 espècies) \| \| \| \| \| \| Bryopsida (11500 espècies) \| \| \| \| |
|           | \| \| Tetraphidopsida (4 espècies) \| \| \| \| \| \| Bryopsida (11500 espècies) \| \| \| \| |
|           | Tetraphidopsida (4 espècies)                                                                |
|           |                                                                                             |
|           | Bryopsida (11500 espècies)                                                                  |
|           |                                                                                             |

|  | Tetraphidopsida (4 espècies) |
|  |                              |
|  | Bryopsida (11500 espècies)   |
|  |                              |

|           | Polytrichopsida (260 espècies)                                                              |
|           |                                                                                             |
| Altamusci | \| \| Tetraphidopsida (4 espècies) \| \| \| \| \| \| Bryopsida (11500 espècies) \| \| \| \| |
|           | \| \| Tetraphidopsida (4 espècies) \| \| \| \| \| \| Bryopsida (11500 espècies) \| \| \| \| |
|           | Tetraphidopsida (4 espècies)                                                                |
|           |                                                                                             |
|           | Bryopsida (11500 espècies)                                                                  |
|           |                                                                                             |

|  | Tetraphidopsida (4 espècies) |
|  |                              |
|  | Bryopsida (11500 espècies)   |
|  |                              |

## Taxonomia
Actualment, no hi ha consens total sobre els gèneres que la componen i la pertinença d'algunes espècies a certs gèneres degut a la similitud d'algunes espècies i els resultats de la recerca en filogènia molecular, que generen informacions contradictòries. El nombre oscil·la entre 19 i 24 gèneres, amb entre 150 i 200 espècies. Alguns gèneres de discutida existència són Pseudatrichum i Polytrichastrum. El primer segueix vigent segons la última revisió feta, però alguns briòlegs consideren que pertany a Pogonatum. Per altra banda, algunes espècies assignades al gènere Polytrichastrum, les quals inicialment pertanyien a Polytrichum fins que G.L.Sm. les va separar en un altre gènere', sembla que haurien de tornar a Polytrichum, mentre que d'altres podrien considerar-se d'un gènere independent tal com G.L.Sm. va proposar. La situació dels gèneres segueix en discussió, els gèneres més prominents estan suportats i acceptats globalment.
La família ha sigut revisada en diverses ocasions, i la última revisió, de 2009, llista els següents gèneres actuals. El nou gènere Delongia va ser proposat posteriorment:
- Alophosia (Cardot)
- Atrichopsis (Cardot)
- Atrichum (P. Beauv.)
- Bartramiopsis (Kindb.)
- Dawsonia (R.Br.)
- Delongia (Hyvönen)
- Dendroligotrichum (Müll. Hal.) Broth.
- Hebantia (G.L. Sm.)
- Itatiella (G.L. Sm.
- Lyellia (R.Br.)
- Meiotrichum (G.L. Sm.)
- Notoligotrichum (G.L. Sm.)
- Oligotrichum (Lam. i D.C.)
- Plagioracelopus (G.L. Sm)
- Pogonatum (P. Beauv.)
- Polytrichadelphus (Müll. Hal.) Mitt.
- Polytrichastrum (G.L. Sm.)
- Polytrichum (Hedw.)
- Pseudatrichum (Reimers)
- Pseudoracelopus (Broth.)
- Psilopilum (Brid.)
- Racelopodopsis (Thér.)
- Racelopus (Dozy i Molk.)
- Steereobryon (G.L. Sm.)

### Gèneres fòssils
Els fòssils de molses són poc freqüents, especialment previs al Cenozoic. Això no obstant, s'han trobat diversos fòssils de diferent tipus (carbonificats, amberitzats i permineralitzats) de molses potencialment o clarament pertanyents a les politricàcies. Aquests fòssils s'han atribuït a espècies antigues i extingides que possiblement són els avantpassats de les politricàcies actuals. La seva troballa permet estimar millor l'existència de les politricàcies en certs moments geològics.
Per una banda, el 1997 es va documentar el cas d'un fòssil d'un esporòfit de molsa molt ben conservat a Geòrgia, datat als inicis del Campanià (fa aproximadament 83 Ma, dins el Cretaci superior) i que va resultar en la publicació d'un gènere (Eopolytrichum) i una espècie nova anomenada Eopolytrichum antiquum. Aquest va ser el primer fòssil trobat i assignat a les politricàcies, ja que l'anàlisi morfològica no deixa dubtes al respecte. Com el seu nom suggereix, el gènere actual més semblant és Polytrichum tot i que morfològicament no hi ha una semblança propera amb cap espècie actual. Això no obstant, estudis genètics posteriors també indiquen que la relació filogenètica amb Polytrichum és paral·lela, i que per tant Eopolytrichum i Polytrichum són tàxons germans.
En segon lloc, el 2004 es va publicar la troballa de diverses molses pertanyents al gènere Atrichum fossilitzades en ambre bàltic, que es data a l'Eocè (fa 44 Ma). D'aquestes mostres es van definir tres noves espècies extintes: Atrichum mamillosum, A. groehnii i A. subrhystophyllum. Aquestes espècies són molt diferents de la majoria d'espècies del gènere, però s'assemblen força a les espècies vives Atrichum subulirostrum Schimp., A. portoricense Crum & Steere i A. henryi (Salm) Bartr. Aquestes espècies són molt rares de trobar i és probable que siguin descendents de les fossilitzades.
En tercer lloc, el 2017 es va documentar la troballa d'un altre fòssil permineralitzat a l'illa de Vancouver, datat als inicis del Valanginià (fa aproximadament 136 Ma, dins el Cretaci inferior) que també va resultar en la publicació d'un gènere (Meantoinea) i una espècie nova anomenada Meantoinea alophosioides. L'espècie s'ha correlacionat amb les politràcies basals (Alophosia, Lyellia i Bartramiopsis) perquè la fulla té una làmina biestratificada, i en particular amb Alophosia a raó de la forma extremadament semblant de les gemmes, que són lenticulars. Els estudis de filogènia molecular suporten aquesta assignació i també indiquen una relació de tàxons germans entre Meantoinea i Alophosia. Aquest fòssil és la demostració més antiga de l'existència de les politricàcies.
Finalment, el 2019 els mateixos autors van documentar un nou fòssil permineralitzat que podria pertànyer tant a la família de les politricàcies com a la família de les pottiàcies, ja que no hi ha prou informació per emetre una conclusió final. Aquest fòssil es va col·locar en un gènere de nova encunyació (Heinrichsiella), amb l'espècie Heinrichsiella patagonica. El fòssil prové de la província de Santa Cruz (Argentina) i està datat del Titonià (fa aproximadament 150 Ma, dins el Juràssic superior).

## Distribució
La politricàcies són presents arreu del món. Això no obstant, hi ha gèneres cosmopolites i gèneres notablement acotats a illes o continents concrets. Per exemple, el gèneres Atrichum, Oligotrichum, Pogonatum, Polytrichastrum i Polytrichum són cosmopolites, mentre que Atrichopsis, Hebantia i Itatiella són exclusius de Sud-amèrica, Bartramiopsis i Meiotrichum es localitzen a Nord-amèrica i altres gèneres es localitzen en diverses regions, com és Oceania i proximitats (Dawsonia) o els continents regió que envolten el Pacífic, incloent Oceania, Nova Zelanda, est d'Àsia i Amèrica (Dendroligotrichum, Lyellia, Notoligotrichum i Polytrichadelphus). Altres localitzacions àmplies són les de Psilopilum (Nord-amèrica i Nordeuràsia), Steereobryon (Amèrica central) i Delongia (Nepal, India, est d'Àfrica). El cas d'Alophosia (Illes Açores) destaca per estar extremadament acotat.